# Mikhaïl Orlov
Mikhaïl Orlov (en rus: Михаил Орлов) va ser un ciclista soviètic que s'especialitzà en la pista. Va guanyar una medalla de plata al Campionat del món de Persecució per equips.

## Palmarès en pista
- 1987
  -  Campió del món júnior en Persecució per equips (amb Vadim Kràvtxenko, Dimitri Zhdanov i Valeri Baturo)
- 1989
  -  Campió de la Unió Soviètica en persecució per equips (amb Viatxeslav Iekímov, Ievgueni Berzin i Dmitri Neliubin)
- 1990
  -  Campió de la Unió Soviètica en persecució per equips (amb Dimitri Zhdanov, Ievgueni Berzin i Dmitri Neliubin)